# Culicoides kirgizicus
Culicoides kirgizicus är en tvåvingeart som beskrevs av Glukhova 1973. Culicoides kirgizicus ingår i släktet Culicoides och familjen svidknott. Inga underarter finns listade i Catalogue of Life.